# Dots and Dashes
Dots and Dashes er en amerikansk stumfilm fra 1910.